# Allées Forain-François-Verdier
Les allées Forain-François-Verdier (en occitan : alèias Forain Francés Verdièr) sont une voie publique de Toulouse, chef-lieu de la région Occitanie, dans le Midi de la France. Elles se situent à l'est du centre historique, à la limite des quartiers Saint-Étienne et Saint-Aubin - Dupuy, tous les deux dans le secteur 1 - Centre.
Fruit de l'urbanisme du XVIIIe siècle, les allées sont, comme le square Boulingrin et les allées qui en rayonnent – Paul-Sabatier, des Soupirs, Frédéric-Mistral et Jules-Guesde –, aménagées au milieu du siècle sur les plans de l'ingénieur Louis de Mondran, au sud de la vieille ville médiévale et moderne, qui reste enserrée dans ses remparts. L'objectif des élites toulousaines – capitouls, parlement de Toulouse, États de Languedoc – est de doter la ville d'un vaste espace de promenade.
Au XXIe siècle, les allées restent un lieu de promenade. Dominées au nord par le monument aux morts, elle s'intègre à l'« axe mémoriel » promu par la municipalité à travers la création de plusieurs monuments commémoratifs des guerres des XIXe et XXe siècles, mais aussi la création de nouveaux odonymes : le cœur des allées a pris le nom d'esplanade du Dix-Neuf-Août-1944 et la place du monument aux morts celui d'esplanade des Parachutistes.

## Situation et accès

### Voies rencontrées
Les allées Forain-François-Verdier rencontrent les voies suivantes, dans l'ordre des numéros croissants (« g » indique que la rue se situe à gauche, « d » à droite) :
1. Square Boulingrin
2. Rue de la Brasserie (d)
3. Rue Montoulieu-Saint-Jacques (g)
4. Rue des Abeilles (d)
5. Rue des Vases (d)
6. Rue Alexandre-Bida (g)
7. Rue des Jardins (d)
8. Rue Bertrand-de-l'Isle (g)
9. Rue de Metz
10. Rue des Frères-Lion (d)

## Odonymie

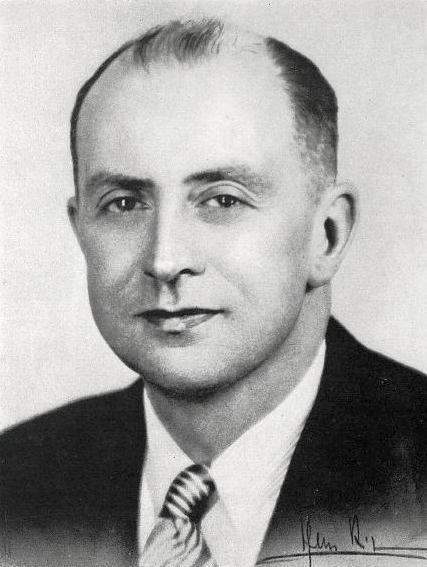
Portrait de François Verdier (1944, Bulletin municipal).

Le nom des allées rend hommage à François Verdier (1900-1944), résistant français, connu sous le pseudonyme de Forain, assassiné par la Gestapo le 27 janvier 1944 dans la forêt de Bouconne,.
Lors de leur aménagement, au milieu du XVIIIe siècle, les allées prirent le nom de Saint-Étienne, à cause de la proximité de la cathédrale, qui avait également donné son nom au faubourg qui s'était constitué au-delà de la porte Saint-Étienne (actuel quartier Saint-Aubin – Dupuy). En 1794, pendant la Révolution française, elles furent les allées de la Vertu, mais ce nom ne subsista pas. C'est durant la Troisième République que les projets pour la renommer se multiplièrent : en 1885, on proposa sans succès le nom de Victor Hugo, pour honorer l'écrivain, fervent républicain, qui venait de décéder. En 1891, Charles de Fitte voulut qu'elles prennent le nom d'Auguste Blanqui, mais l'idée fut également abandonnée. Finalement, en 1905, la municipalité républicaine et radicale d'Honoré Serres lui attribua le nom d'Alphonse Peyrat, pour honorer ce Toulousain, journaliste et homme politique, député puis sénateur de la Seine, connu pour son anticléricalisme militant. Mais le 14 novembre 1940, quelques jours après la visite du maréchal Pétain à Toulouse, le conseil municipal décida de donner son nom aux allées, qui resta jusqu'en 1945, date à laquelle la municipalité socialiste de Raymond Badiou préféra rendre hommage à François Verdier.

## Histoire
Après la Première Guerre mondiale, plusieurs organismes de secours, liés à la Croix-Rouge, occupent certains immeubles le long des allées : la Croix-Rouge américaine est abritée au no 1 bis, tandis que le comité de la Société de secours aux blessés militaires à son siège au no 11 de 1921 à 1923.

## Patrimoine et lieux d'intérêt

### Palais Niel
Le palais Niel est construit entre 1863 et 1868 par le capitaine du Génie Félix Bonnal, sur une vaste parcelle entre les allées Forain-François-Verdier, le square Boulingrin, la rue du 8-Mai-1945 et la rue Montoulieu-Saint-Jacques, où s'ouvre l'entrée principale. Il doit accueillir l'état major du 6e grand commandement militaire, qui occupe alors l'hôtel Duranti (actuel no 3 rue du Lieutenant-Colonel-Pélissier) et son chef, le maréchal Adolphe Niel. L'édifice, d'un style éclectique caractéristique du Second Empire, est monumental. Il abrite aujourd'hui le quartier général opérationnel du général commandant la 11e brigade parachutiste.
À l'angle des allées Forain-François-Verdier et de la rue Montoulieu-Saint-Jacques s'élève le bâtiment du piquet de cavalerie, contre lequel s'appuient l'orangerie et la serre. Au rez-de-chaussée, les écuries sont éclairées par des lucarnes en demi-cercle, soulignées par une agrafe en pointe de diamant. Des pilastres à chapiteaux doriques, qui encadrent la façade, soutiennent une large corniche à modillons. L'étage est percé de fenêtres et également encadré de pilastres qui soutiennent la corniche qui couronne l'élévation.

### Lotissement Gontaut-Biron

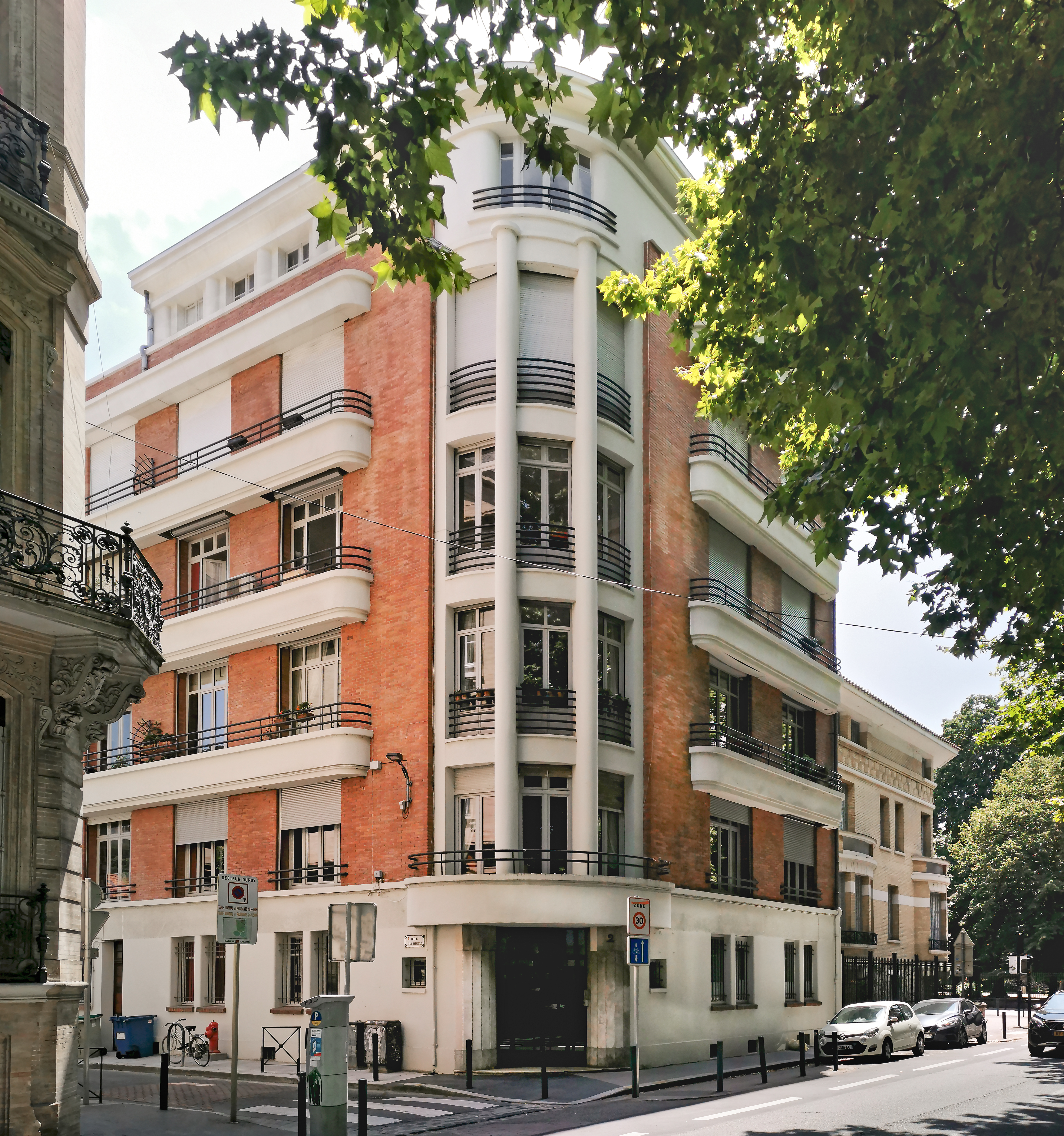
no 2 : immeuble Art déco (1932, Antonin et Pierre Thuriès).

- sans numéro : hôtel Calestroupat.  Inscrit MH (2018, façades et toitures)[6]. 
Un hôtel particulier, de style Art déco, est construit en 1932, à l'angle du Boulingrin, pour Henri Calestroupat, propriétaire des cafés de l'Éléphant noir (actuel no 13 boulevard de la Gare). Il fait appel à l'architecte Edmond Pilette. L'hôtel est en léger retrait par rapport aux allées, dont il est séparé par un mur de clôture surmonté d'une grille en fer forgé à motifs géométriques, percé d'un portail du côté du Boulingrin. Le bâtiment s'élève sur quatre niveaux – un sous-sol, un rez-de-chaussée surélevé, un étage carré et un comble à surcroît. Le sous-sol, dévolu aux pièces de service, est en moellons de pierre disposés en opus incertum. Les niveaux supérieurs sont en brique claire, agrémentée d'éléments en béton. Au rez-de-chaussée, l'angle est mis en valeur par un bow-window éclairé par trois fenêtres, et une fenêtre triple en léger surplomb anime la façade sur les allées. Les fenêtres ont des garde-corps en fer forgé, des linteaux en béton et elles sont reliées par un cordon plat en béton. Une frise à motifs géométriques en béton sépare le comble à surcroît du reste de l'élévation, surmonté d'un large avant-toit[7].

- no  2 : immeuble.  Inscrit MH (2018, façades et toitures)[8].
L'immeuble, de style Art déco, est construit en 1933 par les frères Antonin et Pierre Thuriès. Pendant la Seconde Guerre mondiale, il est réquisitionné par les forces d'occupation. 
L'immeuble se compose de plusieurs corps de bâtiments disposés en U, autour d'une petite cour à l'arrière de la parcelle. La travée à l'angle de la rue de la Brasserie, en arrondi, est mise en valeur par un traitement différent. Au rez-de-chaussée s'ouvre la porte principale, tandis que, aux étages, elle est percée de fenêtres triples séparées par deux colonnes colossales, qui donnent une sensation de verticalité. Sur les allées Forain-François-Verdier s'ouvrait, au rez-de-chaussée, une ouverture de boutique, bouchée tardivement et remplacée par des fenêtres doubles. Du 2e au 4e étage, les travées sont percées de fenêtres rectangulaires et reliées par un balcon en béton orné d'un garde-corps en métal, dont l'horizontalité contraste avec la verticalité de la travée d'angle. Le dernier niveau, traité comme un étage attique, est éclairé de petites fenêtres[9].

### Immeubles
- no  2 bis : hôtel Guilhou. 
L'immeuble, de style éclectique, est construit entre 1874 et 1878 pour M. Guilhou, sur les plans de l'architecte Alexandre Laffon[10].

- no  4 : hôtel Lacaze. 
L'immeuble, de style éclectique, est construit en 1878 pour M. Lacaze, sur les plans de l'architecte Alexandre Laffon[11].

- no  16 bis : immeuble. 
L'immeuble, d'un style Art déco influencé par régionalisme, est construit en 1943 par l'architecte Jean Valette. Il s'élève à l'angle de la rue des Abeilles, où se trouve l'entrée principale. Le rez-de-chaussée est en appareil de pierres séparées par de fins cordons de brique. Il est ouvert sur le côté gauche par une grande porte cochère voûtée en plein cintre, qui donne accès au garage. Les deux étages sont couverts d'un plaquis de brique rouge et percés de grandes fenêtres rectangulaires, soulignées par un linteau ou un appui de béton. L'angle est mis en valeur par des bow-windows. Celui du 1er étage a un garde-corps en fer forgé, celui du 2e étage est en léger retrait, ménageant un étroit balcon, encadré par deux colonnes cannelées et doté d'un garde-corps en fer forgé. Une large corniche sépare le dernier étage de comble[12].

- no  38 : immeuble. 
L'immeuble, représentatif du mouvement moderne, est construit entre 1961 et 1965 par les architectes Paul Gardia et Maurice Zavagno pour le compte de la société coopérative Logeafricoop. Le bâtiment s'élève sur six étages. L'élévation est animée par un jeu de plein et de vide, créé par deux travées de loggia séparées par une travée pleine, ainsi que par l'opposition des parties enduites et des parties couvertes d'un plaquis de brique rouge[13].

- no  44 : immeuble. 
L'immeuble, à l'architecture classique, est construit au XVIIIe siècle. Il s'élève sur trois étages, séparés par des cordons. Le rez-de-chaussée est ouvert par la porte voûtée en plein cintre, ornée d'une imposte en fer forgé, et une ancienne arcade de boutique en plein cintre, remplacée par une simple fenêtre rectangulaire[14].

### Œuvres publiques
- Monument aux combattants de 1870. 
Le monument, qui rend hommage aux combattants morts lors de la guerre franco-allemande de 1870, projeté en 1895, est finalement inauguré en 1910. Il se trouvait à l'origine sur les allées Jules-Guesde, avant d'être déplacé en 2012, à la suite de l'aménagement de la ligne T1 du tramway, au bout des allées Forain-François-Verdier, face au Boulingrin. Le monument est l'œuvre de l'architecte Paul Pujol et du sculpteur Théophile Barrau. Il se compose d'un socle en pierre carré sur lequel s'élève un piédestal cylindrique. Quatre figures en bronze évoquent la défaite, mais aussi l'esprit de revanche, tel qu'il est entretenu par les autorités de la République à la fin du XIXe siècle et au début du siècle suivant. Au centre se tient l'allégorie de la ville de Toulouse qui porte une couronne murale. Elle soutient de la main gauche un guerrier gaulois blessé, qui tient encore son arme dans la main, tandis que le bouclier est posé derrière lui. De la main droite, elle encourage un jeune guerrier nu qui, ayant laissé la charrue qui lui sert à labourer, s'avance fièrement. Elle lève les yeux vers la République, montée sur un socle orné de faisceaux de licteurs liés par des guirlandes de fleurs[15].

- Monument aux morts ou Monument aux combattants de la Haute-Garonne. 
En 1919, le conseil général de la Haute-Garonne approuve la réalisation d'un monument départemental en l'honneur des soldats de la Haute-Garonne morts à la Première Guerre mondiale – il ne comporte cependant pas leurs noms. L'année suivante, la municipalité de Toulouse cède le terrain pour ériger le monument. En 1921, à l'issue d'un concours, l'architecte Léon Jaussely est chargé de la construction, les sculpteurs Camille Raynaud des hauts reliefs principaux, André Abbal et Henri Moncassin des parties secondaires. Le monument est achevé en 1928, quoique Camille Raynaud ne termine ses hauts reliefs qu'en 1931. 
Le monument a la forme d'un arc de triomphe. Il prend appui sur un soubassement à gradins en granit blanc, ouvert de chaque côté par trois escaliers de six marches. Huit colonnes renflées et deux piédroits, ménageant un passage couvert central, supportent un entablement et un attique. Du côté intérieur des piédroits, les hauts reliefs illustrent d'un côté la Victoire et de l'autre le Retour des soldats. Du côté extérieur, le visage d'un aviateur, casqué et ailé, surmonte l'inscription en relief « Gloire aux héros ». En dessous, une épée, la pointe en bas, sépare deux textes qui rappellent les actions des régiments de la Haute-Garonne. Plus bas, enfin, l'inscription « Guerre 1914 – 1918 » est encadrée par les insignes de la Légion d'honneur et de la République. 
Les frises de l'entablement présentent une histoire générale de la guerre. L'attique est gravé de feuilles sur lesquelles se détache l'inscription « Aux combattants de la Haute-Garonne 1914 – 1918 »[16].

- Monument à François Verdier. 
Le monument en l'honneur de François Verdier, est inauguré le 19 août 2019 par le maire, Jean-Luc Moudenc, à l'occasion du 75e anniversaire de la Libération de Toulouse. Il consiste en un socle de pierre, sur lequel est posé le buste en bronze du résistant, sculpté par Sébastien Langloÿs. Il tient dans la main une graine, symbole d'espoir et de renaissance[17].
- Grand Rond

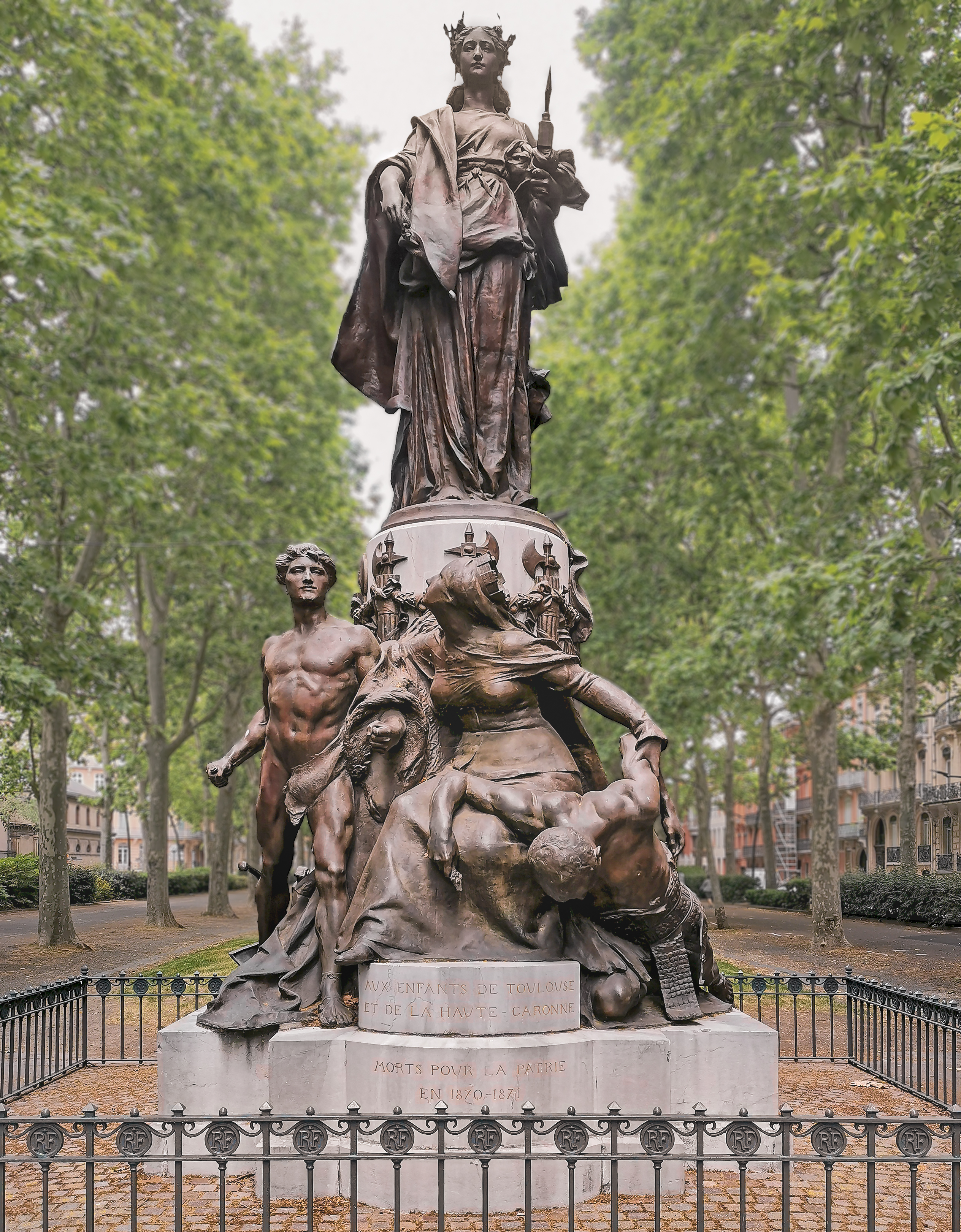
Le Monument aux combattants de 1870, par Théophile Barrau (1908-1910).
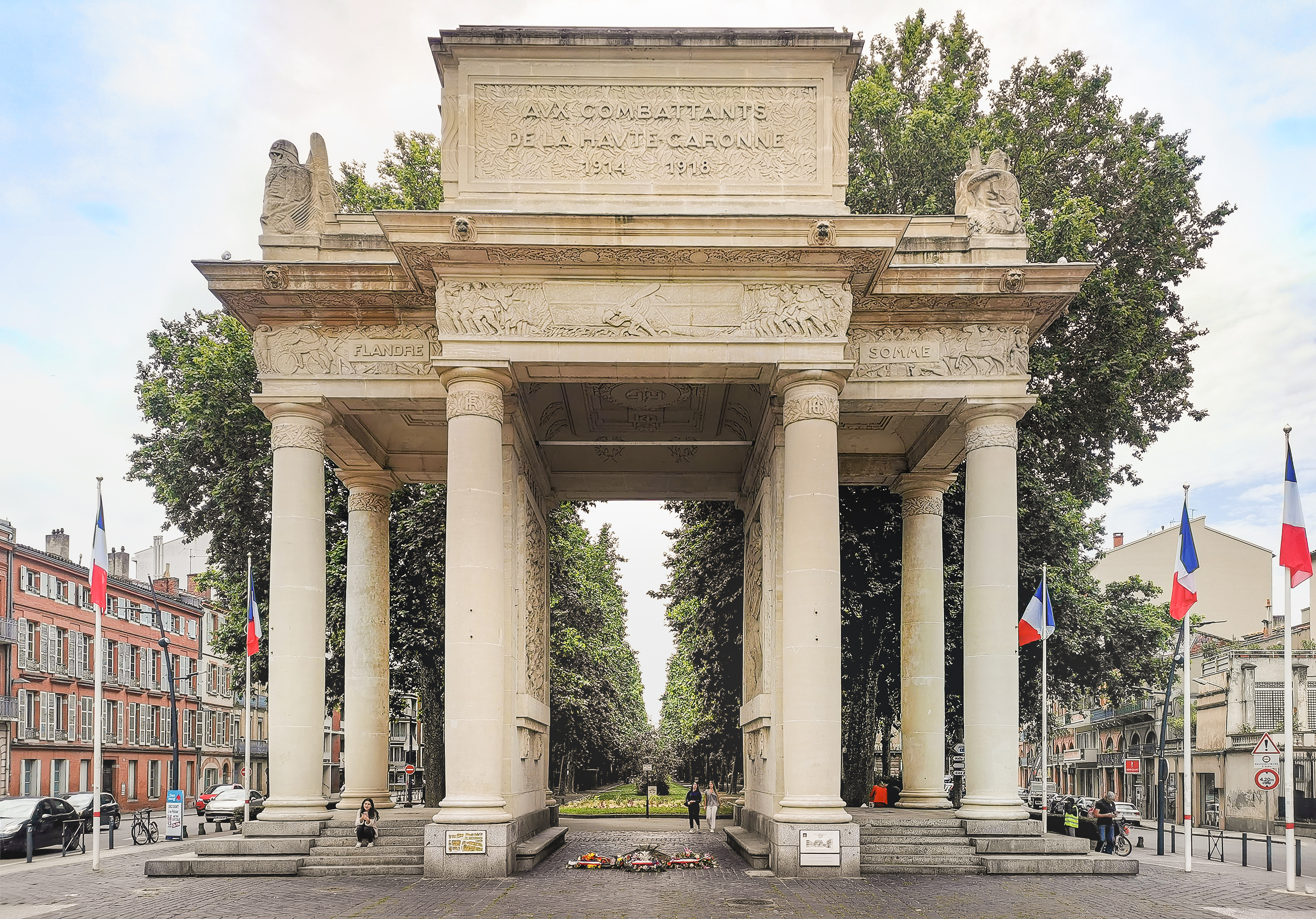
Le Monument aux combattants de la Haute-Garonne, par Léon Jaussely (1921-1931).